# V530 Возничего
V530 Возничего (лат. V530 Aurigae) — одиночная переменная звезда в созвездии Возничего на расстоянии (вычисленном из значения параллакса) приблизительно 4403 световых лет (около 1350 парсеков) от Солнца. Видимая звёздная величина звезды — от +12,4m до +9,4m.

## Характеристики
V530 Возничего — красная пульсирующая переменная звезда, мирида (M) спектрального класса M10,5, или M9, или M8-M9. Эффективная температура — около 3281 K.